# Női 100 méteres hátúszás a 2015. évi nyári európai ifjúsági olimpiai fesztiválon
A 2015. évi nyári európai ifjúsági olimpiai fesztiválon az úszás női 100 méteres hátúszás versenyeit július 27. és július 28. között rendezték a Tbilisziben. 

## Rekordok
A versenyt megelőzően a következő rekordok voltak érvényben:
| EYOF rekord | Alexandra Wenk (Németország) | 1:02.01 | Tampere, Finnország | 2009 |

## Előfutamok
Az összesített eredmények alapján a legjobb időeredménnyel rendelkező 16 úszó jutott az elődöntőbe. Az elődöntőben egy nemzet csak egy versenyzővel képviseltethette magát.
| H  | Név                         | Nemzet             | E       | Mj  |
| -- | --------------------------- | ------------------ | ------- | --- |
| 1  | Janja Jamsek                | Szlovénia          | 1:04.21 | Q   |
| 2  | Ellinor Rose Southward      | Egyesült Királyság | 1:04.72 | Q   |
| 3  | Tatiana Salcutan            | Moldova            | 1:04.86 | Q   |
| 4  | Athena Ming Clayson         | Egyesült Királyság | 1:04.92 |     |
| 5  | Loulou Janssen              | Hollandia          | 1:05.06 | Q   |
| 6  | Jade Anneke Smits           | Belgium            | 1:05.45 | Q   |
| 7  | Ilyés Laura Vanda           | Magyarország       | 1:05.99 | Q   |
| 8  | Giulia Borra                | Olaszország        | 1:06.16 | Q   |
| 9  | Valeriya Egorova            | Oroszország        | 1:06.23 | Q   |
| 10 | Camille Amber Bouden        | Belgium            | 1:06.29 |     |
| 11 | Nadia Gonzalez Oliveira     | Spanyolország      | 1:06.31 | Q   |
| 12 | Barbora Tomanova            | Szlovákia          | 1:06.42 | Q   |
| 13 | Alexia Arredondo Urruchi    | Spanyolország      | 1:06.82 |     |
| 14 | Ana Iulia Dascal            | Románia            | 1:06.85 | Q   |
| 15 | Aurora Birro                | Olaszország        | 1:06.94 |     |
| 16 | Keser Zeliha                | Törökország        | 1:06.95 | Q   |
| 17 | Panagiotis Bolanos          | Németország        | 1:06.96 | Q   |
| 17 | Paula Peltola               | Finnország         | 1:07.66 | Q J |
| 18 | Indy Jongman                | Hollandia          | 1:06.99 |     |
| 19 | Efthymi Andrikopoulou Gkila | Görögország        | 1:07.56 | Q   |
| 19 | Yevgenyya Grygorenko        | Ukrajna            | 1:07.56 | Q   |
| 21 | Cristina Lucia Giurca       | Románia            | 1:07.60 |     |
| 22 | Lorena Jerebic              | Horvátország       | 1:07.66 | T1  |
| 24 | Ana Margarida Guedes        | Portugália         | 1:07.78 | T2  |
| 25 | Katerina Matoskova          | Csehország         | 1:07.85 |     |
| 26 | Iryna Tsesiul               | Fehéroroszország   | 1:08.27 |     |
| 27 | Oliwia Ewa Wisniewska       | Lengyelország      | 1:08.28 |     |
| 28 | Andrea Todorovic            | Szerbia            | 1:09.02 |     |
| 29 | Robin Reindl                | Szlovákia          | 1:09.47 |     |
| 30 | Marlene Kahler              | Ausztria           | 1:09.67 |     |
| 31 | Gabija Mankauskaite         | Litvánia           | 1:10.21 |     |
| 32 | Lea Ricart Martinez         | Andorra            | 1:10.22 |     |
| 33 | Meret Anna Walt             | Svájc              | 1:10.24 |     |
| 34 | Victoria Ylva Aberg         | Svédország         | 1:11.27 |     |
| 35 | Fatima Alkaramova           | Azerbajdzsán       | 1:12.88 |     |
| 36 | Laia Rodriguez Jareno       | Andorra            | 1:13.93 |     |
| 37 | Kristiana Maskava           | Lettország         | 1:14.53 |     |
| 38 | Alesia Neziri               | Albánia            | 1:17.34 |     |

## Elődöntők
Az összesített eredmények alapján a legjobb időeredménnyel rendelkező 8 úszó jutott a döntőbe. A döntőben egy nemzet csak egy versenyzővel képviseltethette magát.
| H  | Név                         | Nemzet             | E       | Mj |
| -- | --------------------------- | ------------------ | ------- | -- |
| 1  | Valeriya Egorova            | Oroszország        | 1:03.60 | Q  |
| 2  | Janja Jamsek                | Szlovénia          | 1:04.01 | Q  |
| 3  | Ellinor Rose Southward      | Egyesült Királyság | 1:04.51 | Q  |
| 4  | Loulou Janssen              | Hollandia          | 1:04.54 | Q  |
| 5  | Tatiana Salcutan            | Moldova            | 1:04.63 | Q  |
| 6  | Jade Anneke Smits           | Belgium            | 1:05.10 | Q  |
| 7  | Ilyés Laura Vanda           | Magyarország       | 1:05.33 | Q  |
| 8  | Barbora Tomanova            | Szlovákia          | 1:05.71 | Q  |
| 9  | Giulia Borra                | Olaszország        | 1:05.96 | T1 |
| 9  | Panagiotis Bolanos          | Németország        | 1:05.96 | T2 |
| 11 | Yevgenyya Grygorenko        | Ukrajna            | 1:06.27 |    |
| 12 | Ana Iulia Dascal            | Románia            | 1:06.50 |    |
| 13 | Nadia Gonzalez Oliveira     | Spanyolország      | 1:06.61 |    |
| 14 | Keser Zeliha                | Törökország        | 1:07.24 |    |
| 15 | Efthymi Andrikopoulou Gkila | Görögország        | 1:07.71 |    |
| 16 | Lorena Jerebic              | Horvátország       | 1:08.07 |    |

## Döntő
| H     | Név                    | Nemzet             | E       | Mj |
| ----- | ---------------------- | ------------------ | ------- | -- |
| Arany | Valeriya Egorova       | Oroszország        | 1:03.93 |    |
| Ezüst | Janja Jamsek           | Szlovénia          | 1:04.07 |    |
| Bronz | Ellinor Rose Southward | Egyesült Királyság | 1:04.41 |    |
| 4     | Loulou Janssen         | Hollandia          | 1:04.54 |    |
| 5     | Tatiana Salcutan       | Moldova            | 1:04.65 |    |
| 5     | Ilyés Laura Vanda      | Magyarország       | 1:04.85 |    |
| 7     | Jade Anneke Smits      | Belgium            | 1:05.85 |    |
| 8     | Barbora Tomanova       | Szlovákia          | 1:06.00 |    |